# Грана Падано
„Грана Падано“ (на италиански: Grana Padano, от думите grana, ‘зърно’ – намеква за зърнистата структура на сиренето, и Padano, произхождащо от регионите по течението на река По) е популярно твърдо италианско сирене.
Сиренето има солен, пикантен вкус с лек орехов оттенък. „Грана падано“ напомня на пармезан, но за разлика от него, се произвежда не само в региона Емилия-Романя, но и в други области на Италия: Венето, Трентино-Южен Тирол, Пиемонт и Ломбардия. Още една разлика има с пармезана - при неговото производство се допуска мляко от крави хранени с фуражи (за производството на пармезан се използва само мляко от крави, хранени със сено или трева).
За производство на 1 килограм сирене „Грана Падано“ са необходими 17 литра мляко. „Грана Падано“ узрява бавно, до 18 месеца.
Питата сирене „Грана Падано“ има цилиндричен вид, с диаметър 35-45 см, височина 15-18 см. Масата на узрелите пити сирене варира от 24 до 40 кг. Цветът му е бял до леко жълтеникав.
„Грана Падано“ се консумира както самостоятелно, така и като добавка към червени вина, към класически рецепти паста, при някои видове салати и други ястия.